# Ioannis Melissanidis
Ioannis Melissanidis (em grego: Ιωάννης Μελισσανίδης; Munique, 27 de março de 1977) é um ex-ginasta que competia em provas de ginástica artística pela Grécia. Foi campeão olímpico do solo nos Jogos de Atlanta em 1996.

## Carreira
Melissanidis nasceu em Munique, na Alemanha, de pais gregos que estavam trabalhando na então Alemanha Ocidental. Quando tinha dois anos sua família retornou para Salônica, local que ele considera sua cidade natal.
Em seu primeiro Campeonato Europeu Júnior, em 1991, Melissanidis ocupou um modesto décimo-oitavo lugar no individual geral, mas ganhou uma medalha de bronze no exercício de solo, ficando à frente de ginastas proeminentes como Ivan Ivankov e Jordan Jovtchev. Dois anos depois, em 1993, ele ganhou o título europeu júnior no solo e foi o terceiro colocado no salto.
Competindo em seu primeiro ano como sênior, em 1994, Melissanidis ganhou o título do solo no Campeonato Europeu, em Praga. No Campeonato Mundial do mesmo ano, ele dividiu a medalha de prata no solo com Neil Thomas, da Grã-Bretanha. Com esta conquista se tornou o primeiro ginasta grego a medalhar em Campeonatos Mundiais. Apesar do bom ano de 1994, ele não conseguiu manter o mesmo desempenho e não se classificou para um único evento final nas edições de 1995 e 1996.
No entanto, nos Jogos Olímpicos de Verão de 1996 em Atlanta, Melissanidis foi o vencedor da medalha de ouro nos exercícios de solo, ganhando o evento com uma pontuação de 9,850. Após o triunfo olímpico em 1996, seus melhores resultados foram as medalhas de ouro no salto e de prata no solo, durante o Campeonato Europeu de 1998 em São Petersburgo. Ele ainda representou a Grécia nas Olimpíadas de 2000 em Sydney, mas, lutando com uma contusão, só competiu no salto e na barra fixa.